# Habrocestum ornaticeps
Habrocestum ornaticeps es una especie de araña araneomorfa de la familia Salticidae.

## Distribución geográfica
Es endémica del sur de la península ibérica (España) y el Magreb.